# Коста Бойнов
Коста Бойнов Курташев, известен като Коста Бойнов, е стопански (кооперативен) деец в Долни Дъбник и Плевен.
Завършва Лозаро-винарското училище в Плевен през 1898 г. След това учи за лесоинженер в Мюнхен, Германия. През периода 1905 – 1930 г. е учител.
Сред основателите е на "Земеделска спестовно-заемателна каса „Съединение“ в с. Долни Дъбник, Плевенско през 1907 г.. Пръв касиер на кооперацията, а по-късно и неин дългогодишен председател – чак до 1953 г.
Той е също сред основателите на РКС „Свобода“ в Плевен през 1926 г., като от 1926 до 1943 г. е член на Управителния съвет, а от 1929 до 1940 г. е неин председател.